# Tyranneau soufré
Mecocerculus minor
Espèce
Statut de conservation UICN

 LC  : Préoccupation mineure
Le Tyranneau soufré (Mecocerculus minor) est une espèce de passereau de la famille des Tyrannidae,.

## Distribution
Cet oiseau vit dans les Andes, de la Colombie et de l'ouest du Venezuela jusqu'à l'Équateur et à l'est du Pérou,,.